# Liechtenstein na Zimowych Igrzyskach Olimpijskich 1994
Liechtenstein na Zimowych Igrzyskach Olimpijskich 1994 reprezentowało 10 zawodników.

## Kadra

### Narciarstwo alpejskie

#### Mężczyźni
| Zawodnik      | Konkurencja | Konkurencja | Konkurencja              | Konkurencja              | Konkurencja       | Konkurencja                 | Konkurencja                 | Konkurencja                 | Konkurencja | Konkurencja | Konkurencja | Konkurencja |
| Zawodnik      | Zjazd       | Zjazd       | Supergigant              | Supergigant              | Slalom gigant     | Slalom gigant               | Slalom gigant               | Slalom gigant               | Kombinacja  | Kombinacja  | Kombinacja  | Kombinacja  |
| Zawodnik      | Czas        | Pozycja     | Czas                     | Pozycja                  | Czas 1. przejazdu | Czas 2. przejazdu           | Czas łączny                 | Pozycje                     | Zjazd       | Slalom      | Czas łączny | Pozycja     |
| ------------- | ----------- | ----------- | ------------------------ | ------------------------ | ----------------- | --------------------------- | --------------------------- | --------------------------- | ----------- | ----------- | ----------- | ----------- |
| Jürgen Hasler | 1:47,62     | 29.         | Nie ukończył konkurencji | Nie ukończył konkurencji |                   |                             |                             |                             |             |             |             |             |
| Achim Vogt    | 1:47,98     | 33.         | Nie ukończył konkurencji | Nie ukończył konkurencji | 1:31,12           | 1:25,26                     | 2:56,38                     | 21.                         | 1:38,53     | 1:47,70     | 3:26,23     | 24.         |
| Markus Foser  | 1:48,93     | 39.         |                          |                          |                   |                             |                             |                             |             |             |             |             |
| Marco Büchel  | 1:48,97     | '40.        | 1:35,78                  | 32.                      | 1:31,82           | Nie ukończył 2-go przejazdu | Nie ukończył 2-go przejazdu | Nie ukończył 2-go przejazdu | 1:40,82     | 2:07,03     | 3:47,85     | 33.         |
| Daniel Vogt   |             |             | 1:35,08                  | 27.                      | 1:31,97           | Nie ukończył 2-go przejazdu | Nie ukończył 2-go przejazdu | Nie ukończył 2-go przejazdu |             |             |             |             |
| Hans Burkhard |             |             |                          |                          | 1:32,73           | Nie ukończył 2-go przejazdu | Nie ukończył 2-go przejazdu | Nie ukończył 2-go przejazdu |             |             |             |             |

#### Kobiety
| Zawodniczka          | Konkurencja             | Konkurencja             | Konkurencja       | Konkurencja       | Konkurencja   | Konkurencja   |
| Zawodniczka          | Supergigant             | Supergigant             | Slalom gigant     | Slalom gigant     | Slalom gigant | Slalom gigant |
| Zawodniczka          | Czas                    | Pozycja                 | Czas 1. przejazdu | Czas 2. przejazdu | Czas łączny   | Pozycja       |
| -------------------- | ----------------------- | ----------------------- | ----------------- | ----------------- | ------------- | ------------- |
| Birgit Heeb-Batliner | Nie ukończyła przejazdu | Nie ukończyła przejazdu | 1:22,58           | 1:13,51           | 2:36,09       | 11.           |

### Biegi narciarskie

#### Mężczyźni
| Zawodnik      | Konkurencja   | czas      | Pozycja |
| ------------- | ------------- | --------- | ------- |
| Markus Hasler | Bieg na 10 km | 27:17,1   | 55.     |
| Stephan Kunz  | Bieg na 10 km | 28:44,8   | 76.     |
| Markus Hasler | Bieg na 30 km | 1:18:18,7 | 21.     |
| Stephan Kunz  | Bieg na 30 km | 1:24:00,0 | 55.     |
| Markus Hasler | Bieg na 50 km | 2:18:40,1 | 30.     |
| Stephan Kunz  | Bieg na 50 km | 2:20:38,1 | 38.     |
| Markus Hasler | Bieg łączony  | 41:45,4   | 39.     |
| Stephan Kunz  | Bieg łączony  | 44:59,6   | 64.     |

### Saneczkarstwo

#### Mężczyźni
| Zawodnik     | Konkurencja | Ślizg 1 | Ślizg 2 | Ślizg 3 | Ślizg 4 | Łącznie  | Pozycja |
| ------------ | ----------- | ------- | ------- | ------- | ------- | -------- | ------- |
| Marco Felder | Jedynki     | 52,279  | 52,445  | 52,122  | 52,563  | 3:29,409 | 27.     |